# Clase Belleisle
Las dos naves de la Clase Belleisle, HMS Belleisle y HMS Orion, originalmente construidas para la Armada Turca, vieron asumido su control por la Marina Real Británica en 1878.
En 1878 Rusia y Turquía se encontraban en guerra, y se podía asumir que el gobierno británico estaba interviniendo en el conflicto. Esta opinión es conocida posteriormente como "el susto a la guerra rusa de 1878". Para aumentar las fuerzas reales de la Marina Real Británica, fueron compradas rápidamente cuatro naves por el costo de £2 millones: Belleisle, Orion y HMS Superb de Turquía y HMS Neptune de Brasil.
Habría sido necesario en todo caso detener las naves turcas en los puertos británicos por la duración de las hostilidades para observar los acuerdos de neutralidad, y en esta situación la remuneración por la compra era esencialmente obligatoria. 
El diseño para las naves de la Armada Turca fue obra del arquitecto Ahmed Pasha, siendo naves acorazadas de pequeño tamaño diseñadas para prestar servicio en el Mar Mediterráneo. Después de la compra requirieron un trabajo considerable en los astilleros  para aproximarlas a los estándares británicos en armamento y equipo, pero nunca fueron comparables en valor militar a otros acorazados británicos contemporáneos. Mal armadas y de poca velocidad, su escaso abastecimiento de carbón impidió que fueran utilizadas en labores de bloqueo. 